# Albert von der Möhlen I.
Albert von der Möhlen I. (lateinisch Albertus) auch Albertus Wolberti oder der Ältere (* 1260; † 1349 in Lüneburg) war ein Ratsherr und Bürgermeister der Hansestadt Lüneburg.

## Herkunft
Albert von der Möhlen I. stammte aus der alten, angesehenen Lüneburger Ratsfamilie von der Möhlen. Albert war das dritte Kind von Wolbertus oder/auch Gleisnod (* 1230; † 1287), welcher 1253 bis 1283 Ratsherr in Lüneburg und Prokurator des Franziskanerklosters war. Die Mutter von Albert war die Cousine des Vaters von ihm, Gertrud Schildstein (* 1235).

## Leben
Albert von der Möhlen I. wurde 1297 Ratsherr und 1311 Bürgermeister. Seit 1297 hat er, der davor noch „von Mehlbeck“ hieß, da die Familie ursprünglich aus Mehlbek kam, die Abtsmühle in Lüneburg übernommen und seither den Namen in „von der Möhlen“ geändert, den die Familie von da an trug. 1331 war er Provisor von St. Nikolaihof. Er besaß Patronatsrecht verschiedener Vikarien an Lüneburger Kirchen. Aufgrund seiner Stellung wird er häufig als Zeuge von „Conracten und Kauff-Briefen“ aufgeführt. 1332 wurde er mit der herzoglichen Mühle in Lüneburg belehnt. Außerdem wurde er auf Ashausen (2 Zehnte), Neetze (1 Zehnt), Reppenstedt (1 Zehnt) und Vrestorf belehnt.
Er starb 1349, vor dem 22. September, in sehr hohem Alter.

## Familie
Albert hatte zwei Brüder. Nikolaus I. war Kanoniker zu Bardowick. Der andere Bruder, Alardus Wolberti, war Vikar in St. Nicolai.
Albert heiratete Margarete von Toppenstede (* um 1265; † 1349), Tochter von Harder Adelodi von Toppenstede (zu deutsch: Sohn von Adeloldus), welcher von 1271 bis 1294 Ratsherr in Lüneburg war. Aus der Ehe gingen sieben oder acht Kinder hervor:
1. Nikolaus II. war 1324 Dekan und Kanoniker zu Bardowick. Er starb 1347 und wurde in der St. Marien begraben.
2. Ditmar I. (lat. Ditmarus) wurde als Zeuge genannt, als 1342 etwas an das Kloster Ebstorf verkauft wurde. Er war 1352 Ratsherr in Lüneburg. Er und seine                       Söhne verkauften 1358 an Ulrich, Abt des Klosters St. Michaelis in Lüneburg einen Hof zu Ashausen (Asleveshusen) mit dem großen und kleinen Zehnten[2]. 1360 war er Provisor der Cyriakuskirche. Außerdem war er Inhaber der herzoglichen Mühle und hatte Besitzungen in Ashausen und Neetze. Im Lüneburger Urkundenbuch ist vermerkt: Der Rathmann Ditmar von der Möhlen überlässt der Beginen Ermgard und Riksa von Verden Rente aus der städtischen Kämmerei „Ditmarus dictus de Molendino, consul inter consules Lüneborgensis“. Er starb 1366 und heiratete Armgard (Ermengardis) Provest, die vor 1369 starb. Sie hatten fünf Kinder.
3. Alheid heiratete den Lüneburger Ratsherrn und Bürgermeister Hartwig (Hartvvici) von der Sült(z)en und starb vor 1348.
4. V(V)alburgis heiratete den Lüneburger Ratsherrn Johannes Dicke II. (Johannis Dicken). Sie hatten fünf Kinder. Eines, Johannes III., wurde Lüneburger Ratsherr und Bürgermeister[3].
5. Johannes I. war 1330 Ratsherr in Lüneburg und starb 1344. Er heiratete Gerdrut, die 1359 Witwe war. Sie hatten acht Kinder. Ein Sohn von ihnen, Heinrich, wurde Lüneburger Ratsherr, Ritter und Bürgermeister. Ein Enkel von Johannes, Albert von der Möhlen V., wurde Ratsherr, Ritter und Bürgermeister von Lüneburg.
6. Gerdrut heiratete 1357 Thiderici Springintgud und starb 1381. Sie hatten mehrere Kinder.
7. Albert II. (Albertus) zog nach Lübeck, wo er Ratsherr wurde. Seiner wird gedacht 1342. Er ist aber vor 1352 gestorben und heiratete wahrscheinlich Wobbeke          von Abbenborg.[4][5][6]